# 小行星8665
小行星8665（8665 Daun-Eifel）是一颗绕太阳运转的小行星，为主小行星带小行星。该小行星于1991年4月8日发现。

## 轨道参数
小行星8665的轨道半长轴为2.3560016 UA，离心率为0.083。